# Енаме (бира)
Енаме (на нидерландски: Ename) е марка белгийска абатска бира, тип ейл, произведена и бутилирана от пивоварната компания „Brouwerij Roman“ в Ауденарде, северна Белгия. „Маредсу“ e една от белгийските марки бира, които имат правото да носят логото „Призната белгийска абатска бира“ (Erkend Belgisch Abdijbier), обозначаващо спазването на стандартите на „Съюза на белгийските пивовари“ (Unie van de Belgische Brouwers).

## История
Бирата „Енаме“ носи името на историческото бенедиктинско абатство Енаме, руините на което и днес могат да се видят в бившето селище Енаме, днес част от гр.Ауденарде, провинция Източна Фландрия, Северна Белгия.
Абатството е основано през 1063 г. от бенедиктински монаси, които издигат голям процъфтяващ манастир с името „Sint-Salvatorabdij“ (абатство на Светия Спасител). През ХІІ и ХІІІ век, по време на военни конфликти, абатството на два пъти е напълно разрушавано и впоследствие възстановявано.
През втората половина на ХVІ век калвинисти-иконоборци опожаряват абатството. През ХVІІ век абатството е възстановено наново и процъфтява до 90-те години на ХVІІІ век. По време на Френската революция, през 1795 г. манастирът е разрушен, монасите са прогонени, а абатските имоти са конфискувани и продадени от революционното правителство.
През времето на съществуването си абатството вари в манастирската пивоварна собствена абатска бира. За нуждите на пивоварната монасите стопанисват и хмелни насаждения в близост до Ауденарде. Всичко това приключва по време на Френската революция.
Днес руините на абатството са експонирани в музей на открито.
От 1990 г. е в действие проект, наречен „ЕНАМЕ 974“, финансиран от Института за фламандско наследство и провинция Източна Фландрия. Целта на проекта е провеждане на археологически разкопки, исторически изследвания и насърчаване на местната община.
Пивоварната „Brouwerij Roman“ решава да подкрепи проекта и музея чрез промотиране на нова абатска бира, носеща името на бившето бенедиктинско абатство. По повод открит спектакъл в руините през 1990 г., пивоварната пуска в продажба първите „Ename Dubbel“ и „Ename Tripel“. През 1997 г. пивоварната пуска на пазара и „Ename Blond“. Пивоварната активно участва в културния живот на селището, като отчислява в полза на музея, поддържащ останките от абатството, авторски и лицензионни възнаграждения за използването името на бившето абатство. През 2002 г. се появява като зимна бира и „Ename Cuvée 974“, наречена така по годината на основаването на селището Енаме.
През 1999 г. бирата е сертифицирана от Съюза на белгийските пивовари като „призната белгийска абатска бира“ (Erkend Belgisch Abdijbier) и може да носи лого, изобразяващо стилизирана чаша с кафява бира, вписана в готически прозорец-арка.

## Търговски марки
Търговския асортимент на бирата Ename включва следните марки:
- Ename Blond – светлозлатистта силна бира с алкохолно съдържание 6,5 %.
- Ename Dubbel – червенокафява силна бира с алкохолно съдържание 6,5 %.
- Ename Tripel – тъмнокехлибарена силна бира с алкохолно съдържание 8,5 %.
- Ename Cuvée 974 – медночервена силна бира с алкохолно съдържание 7,0 %.

- Ename Blond
- Ename Dubbel
- Ename Tripel